# Högbergstjärnarna (Råneå socken, Norrbotten, 735722-178163)
Högbergstjärnarna är en sjö i Bodens kommun i Norrbotten och ingår i Råneälvens huvudavrinningsområde.